# Pierre Malaise
Pour les articles homonymes, voir malaise.
Pierre Malaise, né le 7 juillet 1898 à Reims et mort à Eaubonne le 8 octobre 1971 est un militaire français. Après l'armistice de 1940, il a été chef des services de renseignement de l'Armée de l'air française à Madrid puis s'est détaché de la représentation diplomatique vichyste pour prendre la direction du Comité français de Libération nationale en péninsule ibérique. Clairement favorable à Henri Giraud, il a aidé de nombreuses personnes à quitter la métropole pour rejoindre l'Afrique du Nord et a alimenté en renseignements les Français résistant à Alger et les alliés.

## Biographie
Né en 1898, le colonel Pierre Malaise sert pendant la Première Guerre mondiale et la Seconde Guerre mondiale. À la suite de l'armistice de 1940 et de la mise en place du régime de Vichy, ce militaire membre du Parti social français devient en juillet 1940 chargé de mission au cabinet militaire du ministre de l'Air du maréchal Pétain, Bertrand Pujo. Puis en septembre 1940, il est affecté à l'ambassade de France à Madrid, comme attaché militaire mais aussi comme membre des services de renseignement de l’armée de l’air (SR/Air) et chef de l'antenne SR/Air dans la péninsule ibérique. 
L'ambassadeur de la France en Espagne est François Piétri. La péninsule ibérique a une position stratégique à la frontière de la France, dans les échanges avec les alliés et dans les relations entre la France et ses colonies en Afrique du Nord. Pierre Malaise commence par aider les Français évadés et internés en Espagne, avec l'aide matérielle des Américains. En 1942, dès qu'Henri Giraud, après son évasion de la forteresse de Königstein, se réfugie en France, en zone libre, Pierre Malaise va à sa rencontre et se range sous sa bannière. Il devient de fait son représentant en Espagne, il abandonne l'ambassade française, prend la direction du bureau de liaison du Comité français de Libération nationale (CFLN) et s'installe dans les locaux de l'ambassade des États-Unis à Madrid,. En mars 1943, les départs multiples au sein de l'ambassade française du régime de Vichy donnent au bureau du colonel Malaise «toutes les apparences et les attributions d'une représentation diplomatique officielle». Il redéveloppe discrètement un service de renseignement, qu'il étend en partie jusqu'en France : « on aide plus son pays en fournissant au commandement allié des renseignements qu'en tuant quelques soldats allemands », écrit-il à un de ses agents. Pour gagner en autonomie par rapport à ses hôtes américains, l'équipe de Pierre Malaise déménage dans un immeuble mis à sa disposition par une duchesse francophile.  
Pierre Malaise s'emploie à faciliter la sortie de nombreux réfugiés souhaitant rejoindre les rangs de l’Armée d’Afrique en passant par le Portugal et l’Espagne franquiste,. C'est dans ce contexte que son nom apparait dans l'affaire Pierre Pucheu, qui utilise ses passeurs. Il envoie également des agents en France pour tenter de convaincre des groupes de résistants de se placer sous l'autorité du général Giraud et pour recueillir des renseignements. Au cours d'une de ces opérations en France à laquelle il participe, il est arrêté par la Gestapo, et enfermé dans la forteresse de Salses, sous bonne garde. Mais il réussit à s'évader,. Il fournit par ailleurs des rapports détaillés sur les modalités et l'envergure des déportations des juifs et sur leurs responsables. Ces informations sont transmises à Londres et serviront aux procès après la Libération. 
Pourtant, du fait de son allégeance au général Henri Giraud,, les relations se tendent courant 1943 avec le service de renseignement créé par le général de Gaulle, le Bureau central de renseignements et d'action (BCRA). Fin octobre 1943, Pierre Malaise est évincé et mis à l'écart du Comité français de Libération nationale en Espagne,. En septembre 1944, frustré de ne plus être utile et de ne pas participer à la Libération de la France, il écrivit au ministre de la Guerre, André Diethelm, du Gouvernement provisoire, désormais installé à Paris, sollicitant une incorporation dans n’importe quelle unité comme simple soldat. Ceci lui est refusé et il doit demeurer en Espagne.  En décembre 1944, inculpé de désertion, il reçoit une lettre d'Henri Giraud : « Prenez patience. Je sais le bon travail que vous avez fait et que vous faites. On lui rendra pleinement justice. Ni énervement, ni déception. Patience, je le répète. ». Il ne rentre en France qu'en 1946. Il y est jugé, en décembre 1946, au premier tribunal militaire de Paris, pour désertion à l'étranger en temps de guerre, et acquitté par ce tribunal, victime, selon les mots du commissaire du gouvernement « de la malheureuse rivalité Giraud-de Gaulle ». Revenant à la vie civile, il est employé une vingtaine d'années dans une compagnie d'assurances.

## Sources sur le web
- (en) « United States Department of State / Foreign relations of the United States diplomatic papers, 1943. General (1943) Negotiations regarding the reestablishment of trade between French North Africa and the Iberian Peninsula, p 9 ».
- (en) « United States Department of State / Foreign relations of the United States diplomatic papers, 1943. General (1943) Governmental assistance to persons forced to emigrate for political or racial reasons, p 262 ».